# ドゥールダルシャン
ドゥールダルシャン（Doordarshan、略称: DD）はインド政府が設立した国営テレビ局。インド最大のテレビ局であり、インド全土に放送地域を置く。プラサール・バラティのテレビ部門。

## 歴史
DDは1959年9月15日、試験放送を開始。1965年には全インド・ラジオのテレビニュースを初めて放送。1967年から放送中の『Krishi Darshan』は半世紀以上の歴史を持つ長寿番組である。
1982年にカラー放送を開始。インディラ・ガンジー首相の独立記念日演説を行い、同年アジア大会実況生中継もカラーで放送した。

## チャンネル
DDは21のチャンネルがあり、言語独自のチャンネルもある。

### 国内向け
| チャンネル  | 内容                      | 言語               |
| ----------- | ------------------------- | ------------------ |
| DD National | 総合娯楽                  | ヒンディー語・英語 |
| DD News     | 報道                      | ヒンディー語・英語 |
| DD India    | 報道                      | English            |
| DD Sports   | Sports                    | ヒンディー語・英語 |
| DD Bharati  | 娯楽                      | ヒンディー語・英語 |
| DD Kisan    | Agricultural Infotainment | ヒンディー語       |
| DD Urdu     | Infotainment              | ウルドゥー語       |